# Коен Леонтіна Владиславівна
Леонтіна Владиславівна Коен (Пе́тке; оперативний псевдонім — Хелен Крогер; 11 січня 1913, Адамс, Массачусетс, США — 23 грудня 1992, Москва) — радянська розвідниця-нелегал американського походження, Герой Російської Федерації (звання присвоєно посмертно в 1996 році).

## Біографія
Народилася 11 січня 1913 року в єврейській родині. Її батьки були емігрантами з Польщі.
В юності була профспілковою активісткою, членом Комуністичної партії США. З майбутнім чоловіком Моррісом Коеном познайомилася в Нью-Йорку на антифашистському мітингу в 1939 році після його повернення з Іспанії. На початку 1940-х була завербована розвідкою СРСР, слідом за чоловіком.
В ході Другої світової війни використовувалася як зв'язкова агента резидентури зовнішньої розвідки в Нью-Йорку. Відповідно до вказівок із Москви, вона за три місяці здобула в Канаді зразки урану. У серпні 1945 року переїжджає в місто Альбукерке, розташоване неподалік від секретної атомної лабораторії США в Лос-Аламосі, в якому проводить зустріч з інформатором радянської зовнішньої розвідки в Лос-Аламосі і передає в Москву ряд цінних матеріалів з Мангеттенського проєкту. У 1949 році разом з чоловіком працює зв'язковим агентом для радянського розвідника Рудольфа Абеля. У 1950 році вони змушені бігти в СРСР.
У 1954 році сімейну пару спрямовують у ролі зв'язківців-радистів нелегальної резидентури Конона Молодого до Великої Британії, де вона за час роботи передає в «центр» велику кількість важливих секретних матеріалів, в тому числі по ракетній зброї, отримавши високу оцінку фахівців.
Внаслідок зради начальника відділу оперативної техніки польської розвідки Голеневского, завербованого ЦРУ, британській контррозвідці МІ-5 стало відомо, що в країні працюють радянські агенти. 7 січня 1961 року Конон Молодий був заарештований в момент отримання інформації в районі вокзалу Ватерлоо. Через деякий час МІ-5 «вирахувала» і заарештувала подружжя Коен, що підтримувало зв'язок з розвідником. На судовому процесі Конон взяв всі звинувачення на себе, заперечуючи причетність сімейної пари до розвідувальної діяльності, але попри те, що суду не вдалося довести причетність подружжя Крогерів до роботи на радянську розвідку, британське правосуддя, якому американська сторона повідомила відомі їй факти на цей рахунок, засудила Пітера до 25 років, а Хелен — до 20 років тюремного ув'язнення.
У серпні 1969 року влада Великої Британії дали згоду на обмін подружжя Коен на заарештованого в СРСР агента МІ-5 Джеральда Брука, в жовтні обмін відбувся. Подружжя влаштувалися в Москві, отримали радянське громадянство. Леонтина Тереза Коен до останніх днів життя продовжувала працювати в управлінні нелегальної розвідки.  Виконувала спеціальні завдання.  Виїжджала в різні європейські країни для організації зустрічей з розвідниками-нелегалами.
23 грудня 1992 року Леонтина Коен померла.  Похована на Ново-Кунцевському кладовищі міста Москви.

## Нагороди
15 червня 1996 року Указом президента РФ за успішне виконання спеціальних завдань із забезпечення державної безпеки в умовах, пов'язаних з ризиком для життя, проявлені при цьому героїзм і мужність Леонтині Коен (посмертно) було присвоєно звання Героя Російської Федерації. За великі заслуги в справі забезпечення державної безпеки СРСР була нагороджена орденами Червоного Прапора і Дружби Народів.